# Friedrich Cerulli
Friedrich Cerulli (* 1746 in Königsberg, Königreich Preußen; † 18. September 1801 in Lemberg, Habsburgermonarchie) war ein deutscher evangelisch-lutherischer Prediger in Warschau und Lemberg.

## Leben
Friedrich Cerulli stammte aus Königsberg in Preußen.
1777 wurde er Pfarrer der evangelisch-lutherischen Gemeinde in Warschau, neben Gottlieb Ringeltaube. Er wurde Konsistorialrat und Vizepräsident des Konsistoriums und erster Leiter der evangelischen Schule in Warschau.
1784 erregte er mit theologischen Äußerungen über das Abendmahl heftige Kritik in einem Teil der Gemeinde.
1788 wählte ihn die Gemeinde in Lemberg zu ihrem zweiten Pfarrer. Da in der Habsburgermonarchie preußische Geistliche in dieser Zeit normalerweise nicht angestellt werden durften, erließ die Hofkanzlei in Wien ein entsprechendes Dekret, das seine Tätigkeit genehmigte.
1789 wurde er zum ersten kirchlichen Senior für Ostgalizien bestimmt.

## Publikationen
- Fr. Cerulli, Pastoris der evangelischen Gemeine zu Warschau und Consistorialraths : Einweyhungs-Rede, über 2. B. d. Chronica 6, 40, 41.[6] gehalten in der neuerbauten evangelischen Kirche, am Sonntage vor dem Neu-Jahr den 30 December 1781.